# Experiențe anormale
Experiențele anormale, cum ar fi așa-numitele halucinații benigne, pot apărea la persoane care se află într-o stare bună de sănătate mintală și fizică, chiar și în absența unui factor declanșator temporar, cum ar fi oboseala, intoxicația sau privarea senzorială. Dovezile pentru această afirmație s-au acumulat de mai bine de un secol. Studiile despre experiențele halucinatorii benigne datează din 1886 și includ primele lucrări ale Societății pentru Cercetare Psihică, care sugerează că aproximativ 10% din populație a experimentat cel puțin un episod halucinatoriu pe parcursul vieții lor. Studiile mai recente au validat aceste descoperiri; incidența exactă variază în funcție de natura episodului și de criteriile adoptate pentru „halucinație”, dar constatarea de bază este acum bine susținută.

## Tipuri de experiențe anormale
Un aspect deosebit de interesant, din motive ce vor fi discutate mai jos, este reprezentat de acele experiențe anormale caracterizate printr-un realism perceptual extrem.

### Experiențe fantomatice (de apariție)
Un tip comun de experiență anormală este experiența de apariție, definită ca percepția de către subiect a unei persoane sau unui obiect care nu este prezent fizic. Probele autoselectate tind să raporteze o predominanță a figurilor umane, dar sunt, de asemenea, raportate apariții de animale și chiar de obiecte. Notabil este faptul că majoritatea figurilor umane raportate în astfel de probe nu sunt recunoscute de subiect, iar dintre cele care sunt, nu toate aparțin persoanelor decedate; au fost raportate și apariții ale persoanelor vii.

### Experiențe extracorporale (EAC)
Experiențele extracorporale (EAC) au devenit, într-o oarecare măsură, confundate în mintea publicului cu conceptul de experiență aproape de moarte. Dovezile sugerează că majoritatea experiențelor în afara corpului nu au loc în apropierea morții, ci în condiții de excitare foarte ridicată sau foarte scăzută. Charles McCreery⁠(d) a sugerat că acest paradox ar putea fi explicat prin faptul că somnul poate fi abordat nu doar prin calea convențională a excitării scăzute și diferențierii, ci și prin calea mai puțin familiară a stresului extrem și a hiper-stimulării. Pe acest model, EAC reprezintă o intruziune a proceselor de somn din Stadiul 1 în conștiința de veghe.
EAC pot fi considerate halucinatorii în sensul că sunt experiențe perceptuale sau cvasi-perceptuale în care, prin definiție, punctul de vedere aparent nu coincide cu corpul fizic al subiectului. Prin urmare, inputul senzorial normal, dacă există, pe care subiectul îl primește în timpul experienței nu poate corespunde exact reprezentării perceptuale a lumii în conștiința subiectului. Ca în cazul experiențelor halucinatorii în general, încercările de a studia probe din populația generală sugerează că astfel de experiențe sunt relativ comune, cifrele incidenței fiind raportate între 15 și 25 la sută. Variația este, probabil, explicată prin tipurile diferite de populații studiate și prin diferitele criterii utilizate pentru „experiența extracorporală”.

### Vise și vise lucide
Un vis a fost definit de unii (de exemplu, Encyclopædia Britannica) ca o experiență halucinatorie care apare în timpul somnului.
Un vis lucid este un vis în care visătorul este conștient că doarme și visează. Termenul „vis lucid” a fost folosit pentru prima dată de medicul olandez Frederik van Eeden, care a studiat visele sale de acest tip. Cuvântul „lucid” se referă la faptul că subiectul a atins o înțelegere a stării sale, mai degrabă decât la calitatea perceptuală a experienței. Totuși, una dintre trăsăturile viselor lucide este că acestea pot avea o calitate extrem de ridicată a realismului perceptual, astfel încât visătorul poate petrece timp examinând și admirând mediul perceptual și modul în care acesta pare să imite viața de veghe.
Prin definiție, visele lucide au loc în timpul somnului, dar pot fi considerate experiențe halucinatorii în același mod în care visele non-lucide de natură perceptuală vie pot fi considerate halucinatorii, adică sunt exemple de „o experiență având caracterul percepției senzoriale, dar fără stimulare senzorială relevantă sau adecvată”.

#### Treziri false
O trezire falsă este o experiență în care subiectul crede că s-a trezit, fie dintr-un vis lucid, fie dintr-un vis non-lucid, dar este, de fapt, încă adormit. Uneori, experiența este atât de realistă din punct de vedere perceptual (de exemplu, subiectul poate avea impresia că s-a trezit în propria cameră) încât realizarea că este încă în vis nu se face imediat, sau chiar până când visătorul se trezește cu adevărat și își dă seama că ceea ce a experimentat a fost halucinatoriu. Astfel de experiențe par să fie deosebit de susceptibile de a apărea la cei care cultivă în mod deliberat visele lucide, dar pot apărea și spontan, fiind asociate cu experiența paraliziei în somn.

### Halucinații induse în laborator
Simptomele asemănătoare psihotice, cum ar fi halucinațiile și experiențele perceptuale neobișnuite, implică alterări grave în experiența realității. Percepția normală este în mod substanțial constructivă, iar ceea ce percepem este puternic influențat de experiențele și așteptările noastre anterioare. Persoanele sănătoase care sunt predispuse la halucinații sau care obțin scoruri mari la măsurile psihometrice dee schizotipie pozitivă tind să arate un prejudiciu în a raporta stimuli care nu au avut loc în condiții experimentale percepțional ambigue. În timpul detectării vizuale a cuvintelor în mișcare rapidă, studenții de licență cu scoruri mari la schizotipia pozitivă au avut rate semnificativ ridicate de percepții false ale cuvintelor (adică au raportat că au văzut cuvinte care nu erau incluse în încercările experimentale). Simptomele schizotipale pozitive la adulții sănătoși par să prezică percepții false în sarcinile de laborator, iar anumiți parametri de mediu, cum ar fi sarcina perceptuală și frecvența țintelor vizuale, sunt critici în generarea percepțiilor false. Când detectarea evenimentelor devine fie fără efort, fie solicitantă din punct de vedere cognitiv, generarea acestor prejudicii poate fi prevenită.

## Subtipuri

### Halucinații auditive
Halucinațiile auditive, în special auzirea unei voci, sunt considerate caracteristice pentru persoanele cu schizofrenie. Cu toate acestea, subiecții normali raportează, de asemenea, halucinații auditive într-o măsură surprinzătoare. De exemplu, Bentall și Slade au constatat că până la 15,4% dintr-o populație de 150 de studenți bărbați au fost dispuși să susțină afirmația „În trecut am avut experiența de a auzi vocea unei persoane și apoi am constatat că nimeni nu era acolo.” Ei adaugă că
„Nu mai puțin de 17,5% dintre [subiecți] erau dispuși să evalueze itemul 'Adesea aud o voce care îmi vorbește gândurile cu voce tare' ca 'Se aplică cu siguranță'. Acest ultim item este în general considerat un simptom de prim rang al schizofreniei.”
Green și McCreery au constatat că 14% din cei 1800 de subiecți auto-selecționați au raportat o halucinație pur auditivă, iar dintre aceștia, aproape jumătate au implicat auzirea unor sunete articulate sau inarticulate ale vorbirii umane. Un exemplu al primei categorii ar fi cazul unui inginer confruntat cu o decizie profesională dificilă, care, în timp ce stătea într-un cinematograf, a auzit o voce spunând, „cu voce tare și clară”: 'Nu poți face asta, știi.' El adaugă:
„A fost atât de clar și de sonor încât m-am întors și m-am uitat la însoțitorul meu, care privea liniștit la ecran... Am fost uimit și oarecum ușurat când a devenit evident că eram singura persoană care a auzit ceva.”
Acest caz este un exemplu al a ceea ce Posey și Losch numesc „auzirea unei voci reconfortante sau de sfat care nu este percepută ca fiind gândurile proprii.” Ei estimează că aproximativ 10% din populația lor de 375 de studenți americani au avut acest tip de experiență.
S-a sugerat că halucinațiile auditive sunt influențate de cultură, în sensul că, atunci când subiecții americani au fost examinați, aceștia au raportat auzirea unor voci autoritare, severe, cu sugestii violente sau prohibitive, în timp ce vocile auzite în India și Africa aveau tendința de a fi jucăușe și colaborative.
Halucinațiile hipnogogice și hipnopompice apar la persoane fără alte simptome și sunt considerate non-patologice.

### Senzația de prezență
Aceasta este o experiență paradoxală în care persoana are o senzație puternică a prezenței unei alte persoane, uneori recunoscută, alteori nerecunoscută, dar fără niciun stimul senzorial aparent justificator.
Psihologul și filozoful american din secolul al XIX-lea, William James, a descris experiența astfel:
„Din modul în care această experiență este descrisă de cei care au avut-o, ar părea a fi o stare de spirit extrem de definită și pozitivă, asociată cu o credință în realitatea obiectului său la fel de puternică ca orice senzație directă ar putea oferi vreodată. Și totuși, nicio senzație nu pare să fie conectată cu aceasta deloc... Fenomenul ar părea să fie datorat unei concepții pure devenind saturate cu un fel de urgență stingătoare pe care, în mod obișnuit, doar senzațiile o aduc.”
Iată un exemplu al acestui tip de experiență:
„Soțul meu a murit în iunie 1945, iar 26 de ani mai târziu, când eram la biserică, l-am simțit stând lângă mine în timpul cântării unui imn. Am simțit că îl voi vedea dacă îmi întorc capul. Senzația a fost atât de puternică încât am fost redusă la lacrimi. Nu mă gândeam la el înainte să simt prezența lui. Nu avusesem această senzație înainte de acea zi, nici nu s-a mai întâmplat de atunci.”
Experiențele de acest tip par să îndeplinească toate, cu excepția uneia, dintre criteriile normale ale halucinației. De exemplu, Slade și Bentall au propus următoarea definiție de lucru a halucinației:
„Orice experiență asemănătoare percepției care (a) apare în absența unui stimul adecvat, (b) are întreaga forță sau impact al percepției corespunzătoare (reale), și (c) nu este supusă controlului direct și voluntar al experimentatorului.”
Experiența citată mai sus îndeplinește cu siguranță a doua și a treia dintre aceste criterii. S-ar putea adăuga că „prezența” într-un astfel de caz este experimentată ca fiind situată într-o poziție definită în spațiul fizic extern. În acest sens, s-ar putea spune că este mai halucinatorie decât, de exemplu, unele imagini hipnagogice, care pot fi experimentate ca fiind externe subiectului, dar situate într-un „spațiu” mental al său. Alte explicații pentru acest fenomen au fost discutate de psihologul Graham Reed, care a scris că astfel de experiențe pot implica iluzii, interpretări greșite sau sugestii. El a observat că experiențele sunt de obicei raportate în momente de oboseală, stres sau în timpul nopții.

#### În procesul de doliu
Experiența de a simți prezența unei persoane dragi decedate este un fenomen frecvent raportat în contextul doliului. Aceasta poate lua forma unei impresii senzoriale clare sau poate implica un „sentiment” aproape senzorial de prezență. Rees a realizat un studiu pe un eșantion de 293 de persoane văduve din Țara Galilor și a descoperit că 14% dintre cei intervievați au raportat că au avut o halucinație vizuală a soțului decedat, 13,3% o halucinație auditivă și 2,7% una tactilă. Aceste categorii s-au suprapus într-o oarecare măsură, deoarece unii oameni au raportat o experiență halucinatorie în mai multe modalități. De asemenea, este notabil faptul că 46,7% din eșantion au raportat că au simțit prezența soțului decedat. Alte studii au indicat o frecvență similară de aproximativ 50% în rândul populației îndoliate.
Senzația de prezență a decedatului poate fi un fenomen transcultural, dar este interpretată diferit în funcție de contextul cultural în care apare. De exemplu, unul dintre cele mai timpurii studii publicate în literatura de specialitate occidentală a investigat experiențele de doliu ale văduvelor japoneze și a constatat că 90% dintre acestea au raportat că au simțit prezența decedatului. Spre deosebire de interpretările occidentale, văduvele nu erau îngrijorate de sănătatea lor mintală și își interpretau experiențele în termeni religioși.
În lumea occidentală, o mare parte din literatura despre doliu din secolul XX a fost influențată de gândirea psihanalitică, privind aceste experiențe ca pe o formă de negare, conform tradiției interpretative a lui Freud în „Doliul și melancolia”, care descria persoana îndoliată ca „agățându-se de obiect prin intermediul unei psihoze halucinatorii de dorință.” În ultimele decenii, bazându-se pe dovezi transculturale despre adaptabilitatea acestor experiențe, perspectiva legăturilor continue, formulată de Klass et al. (1996), sugerează că aceste experiențe pot fi considerate normale și potențial adaptative și în contextul occidental. De atunci, au fost publicate numeroase studii calitative care descriu efectele în mare parte benefice ale acestor experiențe, mai ales când sunt interpretate în moduri spirituale sau religioase. Deși majoritatea acestor experiențe tind să fie percepute ca reconfortante, un procent mic de oameni au raportat experiențe perturbatoare, iar cercetările sunt în desfășurare, de exemplu, de către Field și alții, pentru a determina în ce condiții experiențele legăturilor continue contribuie la adaptarea la doliu și când acestea pot fi dăunătoare.

## Implicații teoretice

### Psihologice
Importanța principală a experiențelor anormale, cum ar fi halucinațiile benigne, pentru psihologia teoretică constă în relevanța lor în dezbaterea dintre modelul bolii și modelul dimensional al psihozei. Conform modelului bolii, stările psihotice, cum ar fi cele asociate cu schizofrenia și depresia maniacală, sunt considerate simptome ale unui proces patologic subiacent, caracterizat printr-o natură dicotomică; adică un subiect are sau nu are boala, similar cu cum o persoană are sau nu are o boală fizică, cum ar fi tuberculoza. În contrast, modelul dimensional sugerează că populația generală se află pe un continuum sau o dimensiune distribuită normal, etichetată în diverse moduri, cum ar fi psihoticism (H.J. Eysenck), schizotipie (Gordon Claridge⁠(d)) sau predispoziție la psihoză.
Apariția experiențelor halucinatorii spontane la persoane care se bucură de o sănătate fizică bună și care nu sunt sub influența substanțelor sau a altor stări fizice neobișnuite, cum ar fi oboseala extremă, pare să susțină modelul dimensional. Alternativa acestei viziuni necesită formularea unui proces patologic ascuns sau latent, ale cărui experiențe sunt simptome sau precursori, o explicație care ridică probleme.

### Filosofice
„Argumentul din halucinație” a fost tradițional unul dintre cele utilizate de susținătorii teoriei filosofice a reprezentaționalismului împotriva realismului direct. Reprezentaționalismul susține că, atunci când percepem lumea, nu suntem în contact direct cu aceasta, așa cum sugerează bunul simț, ci doar cu o reprezentare a lumii în conștiință. Această reprezentare poate fi mai mult sau mai puțin exactă, în funcție de circumstanțele și starea noastră de sănătate. Pe de altă parte, realismul direct susține că percepția comună și necontrolată este corectă și că, atunci când percepem lumea, ar trebui să fim considerați în contact direct cu ea, fără a fi mediați de o reprezentare în conștiință.
În timpul unei experiențe de apariție, corespondența dintre modul în care subiectul percepe lumea și modul în care lumea este cu adevărat poate fi imperfectă. Totuși, experiența se poate prezenta subiectului ca fiind indistinctă de percepția normală. McCreery a argumentat că aceste fenomene empirice întăresc cazul pentru reprezentaționalism în detrimentul realismului direct.